# Xylopia sericophylla
Xylopia sericophylla este o specie de plante angiosperme din genul Xylopia, familia Annonaceae, descrisă de Paul Carpenter Standley și Louis Otho Otto Williams. Conform Catalogue of Life specia Xylopia sericophylla nu are subspecii cunoscute.